# Ricchi d'amore
Ricchi d'amore (Ricos de Amor) è una commedia romantica brasiliana del 2020, diretta da Bruno Garotti, Jessica Blue ed Anita Barbosa, scritta da Bruno Garotti e Sylvio Gonçalves e interpretata da Danilo Mesquita, Giovanna Lancellotti e Fernanda Paes Leme.

## Trama
Brasile. Teodoro "Teto" Trancoso, figlio di un ricco produttore di pomodori, è un ragazzo affascinante, simpatico e alla mano, ma anche un po' superficiale, donnaiolo, farfallone e spesso scansafatiche.
Paula è una studendetessa di medicina di Rio de Janeiro prossima alla laurea, molto appassionata, diligente e con un futuro promettende davanti a sé.
Il giorno del suo compleanno, il padre di Teto, Teodoro Sr., gli offre come regalo un posto nell'azienda. Il ragazzo accetta passivamente, ma preferisce concentrarsi sulla sua festa di compleanno, programmata per quella sera stessa in concomitanza con il tradizionale Festival del Pomodoro organizzato dall'azienda.
Alla festa, Teto invita una ragazza, Sam, allo scopo di farla conoscere al suo migliore amico Igor, figlio della domestica del padre, che ne è innamorato. Ma quando la ragazza bacia invece Teto, Igor si allontana arrabbiato, asserendo che Teto è amato da tutti solo per il fascino e i soldi, ma che non sono queste le cose importanti della vita, in quanto non può mai sapere chi sarebbero le persone vere di cui fidarsi. Teto, accettando il consiglio dell'amico, si toglie i costosi vestiti di dosso, rimanendo solo con jeans e t-shirt, per provare a entrambi che sarebbe in grado di fare colpo anche in veste di ragazzo qualunque. Poi partecipa al lancio dei pomodori, e nel farlo lancia un pomodoro proprio a Paula, venuta alla festa con le amiche Raíssa e Kátia, per l'addio al nubilato della seconda. La ragazza reagisce male, ma deve subito intervenire per difendere le amiche da un tentativo di adescamento da parte di alcuni ragazzi. Anche Teto interviene, ma viene colpito al naso. Quando i ragazzi lo riconoscono, tuttavia, scappano impauriti. Paula e le amiche portano Teto in un punto tranquillo e la ragazza gli raddrizza il naso grazie alle sue conoscenze mediche. Mentre le amiche si allontanano, Paula rimane con Teto. Ricordandosi delle parole di Igor, il ragazzo le mente dicendole di essere il figlio del custode (e non del proprietario) della fattoria e, dopo essersi salutati,  le propone di reincontrarsi, un giorno.
La mattina dopo, Teto si sveglia scoprendo che il padre gli ha regalato una macchina nuova, come incentivo per farlo lavorare in azienda. Teto, questa volta, accetta senza pensarci e promette al padre che farà il possibile per meritare il posto grazie alle sue forze, e non grazie alla parentela. Sulla strada incontra Igor e gli fa una proposta: andare insieme a Rio de Janeiro e iscriversi insieme al tirocinio dell'azienda di famiglia, ma scambiandosi i nomi, per evitare che la gente possa riconoscere Teto. In cambio, promette di regalargli la sua macchina nuova, se dovesse vincere (in quanto c'è un solo posto libero per il tirocinio). Igor accetta.
Arrivati all'appartamento paterno a Rio, Teto lascia Igor a sistemarsi e, grazie alle sue conoscenze in città, si reca alla festa di matrimonio di Kátia, dove ritrova Paula. Per mantenere la copertura, scambia il suo costoso vestito con quello di un inserviente e prende il suo posto. Lì riesce a ritagliarsi un momento con Paula, dicendole di aver mollato tutto per seguire i suoi sogni. Per fare un dispetto al suo insegnante, il dr. Victor, palesemente attratto da lei, Paula bacia Teto, ma subito dopo gli propone di lasciare la festa con lei. I due vanno insieme al mare, e Teto si inventa altre bugie per farle credere di aver vissuto una vita di sacrifici, e non nel lusso come invece è sempre stata. Inoltre, le dice di voler sostenere il tirocinio per ottenere il posto alla Trancoso. I due si salutano amichevolmente, senza baciarsi.
Il giorno dopo, Teto e Igor si recano alla Trancoso per iniziare il tirocinio. Igor, come da accordo, finge di essere Teto, venendo subito trattato con ogni riguardo; viceversa il vero Teto, al quale vengono assegnati lavoretti base, ma che lo mettono ugualmente in difficoltà. Per ovviare a ciò, Teto contatta Monique, una sua vecchia conoscenza nell'azienda, che ha appena perso il lavoro. In cambio della sua macchina (dicendole di averla comunque promessa anche a Igor, se avesse ottenuto lui il posto), le chiede di aiutarlo a imparare i vari mestieri, in modo da riuscire a ottenere il posto. In questa occasione, per aiutare la sorella malata della ragazza, Teto ha modo di rivedere Paula, e i due si promettono un futuro appuntamento.
Seguendo sempre le dritte di Monique, il giorno dell'appuntamento Teto e Paula passano la serata in giro per la città, riuscendo a divertirsi anche spendendo pochi soldi, e finiscono per baciarsi, questa volta consapevolmente. Lei gli propone di andare da lui a passare la notte e, grazie all'aiuto di Igor e di Francisco, un portinaio di loro conoscenza che riescono a spacciare per lo zio di Teto, riesce a far passare per loro quella che in realtà è solo la casa di Francisco, un appartamento piccolo e un po' decadente. Tuttavia, la ragazza non ne rimane infastidita e i due finiscono per avere un rapporto sessuale.
Il giorno dopo, Paula si reca alla Trancoso per incontrare Teto, ma alcune affermazioni di Alana, la direttrice del tirocinio, la fanno dubitare della bontà d'animo di Teto. Il ragazzo le dice che la donna ha detto quelle parole per screditarlo, in modo da non fargli ottenere il posto. Grazie a uno stratagemma, Igor (ovvero il falso Teto) riesce ad allontanare la donna e la invita a cena da lui, finendo per avere un rapporto sessuale con lei, mentre il vero Teto ne ha uno con Paula, che viene interrotto da Monique che chiama Paula per aiutarla con la sorella, che ha le convulsioni dovute al diabete. I due riescono ad intervenire in tempo, ottenendo ulteriore stima reciproca.
Il giorno dopo, di ritorno a casa, Teto scopre che Igor è stato a letto con Alana e comincia a riflettere sulle sue azioni passate, iniziando a passare sempre più tempo con Paula.
Un giorno, Teodoro Sr. arriva in città per parlare con il figlio riguardo ad un importante incontro con dei nuovi investitori. Anche Igor viene informato da Alana, e di conseguenza i due si trovano di nuovo nei guai, in quanto la donna parteciperà alla riunione e loro verrebbero scoperti. I due elaborano un altro piano: prenotando in una sala diversa e facendo passare Francisco e dei suoi amici per il padre di Teto e gli investitori, Igor accompagna Alana alla finta riunione, mentre Teto si reca con il padre alla vera riunione, che si trova proprio accanto al posto in cui la sera stessa avrebbe un appuntamento con Paula per la cerimonia di laurea del suo corso.
Per Teto la serata si fa difficoltosa, in quanto deve inventare di andare in bagno spesso e saltare da una serata all'altra. Inoltre, a causa di un incidente e per un errore di Raíssa, Teto assume analgesici con un drink contenente eccitanti, finendo per bruciarsi e bagnarsi il vestito per l'incontro con gli investitori. Inoltre, alla festa, Kátia incontra sua cugina Ana, una vecchia fiamma di Teto. Da lei Paula viene a sapere che Teto non è squattrinato, ma il figlio del proprietario della Trancoso. Lei ne ha la conferma facendo una ricerca su Google. Così, appena i due si incontrano di nuovo, lei se ne va arrabbiata, lasciandolo mezzo svenuto dal cocktail e, dopo un ennesimo tentativo di seduzione da parte del dr. Victor, decide anche di rifiutare il posto all'ospedale.
Nel frattempo, la falsa serata di Igor è finita per il meglio, e lui e Alana decidono di passare la notte nella fontana di pomodoro costruita apposta dai tirocinanti per il marketing aziendale. I due vengono scoperti il giorno dopo da Teodoro con alcuni clienti, ma vengono scambiati per Teto con una delle sue ragazze.
Di ritorno a casa, trovando il figlio nel letto con Ana (che l'ha solo aiutato ad alzarsi e a tornare a casa, senza approfittarne), Teodoro reagisce male, e Teto decide di trasferirsi da Monique, in quanto non vuole più vivere all'ombra del padre. Inoltre, capisce di volere Paula a tutti i costi e va a cercarla all'ospedale, ma la ragazza è arrabbiata con lui per tutte le bugie che le ha detto. Teto le spiega di averlo fatto perché, quando si è ricchi, le altre persone mentono, e non sai più di chi fidarti. Lei lo capisce in parte, ma gli spiega anche che mentire non deve comunque essere la soluzione, e gli dice che partirà per l'Amazzonia con dei medici volontari e starà via per un po'. Teto, a malincuore, la lascia andare.
Lo stesso giorno, alla cerimonia per la conclusione del tirocinato, a cui partecipa buona parte della dirigenza aziendale, viene conferito il posto a Teto (ovvero Igor). A quel punto, i due ragazzi vengono scoperti. Avendo scoperto dal padre che Monique era stata licenziata per permettere a Teto di avere quel posto, il ragazzo rinuncia alla posizione, asserendo che dovrebbe essere la ragazza ad avere il lavoro. Igor e Alana si confrontano, ma la donna gli confessa di averlo voluto perché era sensibile, gentile e talentuoso, e non perché sembrava il figlio del capo. Anche Igor rifiuta il posto, in quanto afferma di essere partito in vantaggio perché trattato subito meglio degli altri tirocinanti. A quel punto, rimane sospesa la decisione su chi debba ottenere la macchina promessa di Teto. Il ragazzo, tuttavia, ha un'idea diversa: decide di vendere la costosa decappottabile e reinvestire i soldi guadagnati.
Un anno dopo, Teto, Monique e Igor (che ora va all'università e ha sposato Alana) sono ormai proprietari consolidati di una società che produce sempre pomodori, ma biologici e in maniera più ecosostenibile, facendosi aiutare dalla gente del posto. Un pomeriggio, si trovano tutti a casa di Monique per festeggiare il compleanno di Teto, incluso Teodoro (miglior cliente e investitore della società dei ragazzi), che ribadisce il proprio orgoglio verso il figlio. Alla festa arriva anche Paula, di ritorno dall'Amazzonia.
Teto le mostra la piccola società e la ringrazia per averlo reso una persona migliore, e le chiede se è soddisfatta. Lei gli risponde che non lo è ancora e, dopo avergli tirato un pomodoro in faccia, lo bacia. La relazione tra i due giovani è finalmente pronta a ricominciare.

## Distribuzione
Il film è stato distribuito sulla piattaforma Netflix a partire dal 30 aprile 2020.

## Sequel
Nel 2023 Netflix distribuisce anche il sequel Ricchi d'amore 2, sempre diretto da Bruno Garotti.  